# Списък на българските православни светци
Това е списък на българските светци, почитани от Българската православна църква.

## Групово мъченичество
Паметта на тези, за които не е указан ден, се чества на Всички български светии, подвижен – втората неделя след Петдесетница, или на датата на мъченичеството им.
- Софийски мъченици мъченици, избитите мъченически от турците през робството християни в София; 8 канонизирани: Свети мъченик Георги Софийски Стари, чества се на 26 март; Свети свещеномъченик Георги Софийски Нови, чества се на 11 февруари; Свети мъченик Георги Софийски Най-нови, чества се на 26 май; Свети мъченик Константин Софийски, чества се на 21 май; Свети великомъченик Николай Нови Софийски, чества се на 17 май; Свети свещеномъченик Симеон Самоковски и Софийски, чества се на 26 май; Свети преподобни Софроний Софийски, чества се на 28 май; Свети свещеномъченик Терапонтий Софийски, чества се на 27 май[източник? (Поискан днес)]
- 'Средски мъченици' мъченици, християни българи от селището Сред (дн. Косово) пострадали при потурчванията на българите в Шар планина.[източник? (Поискан днес)]
- 'Свети 110 търновски мъченици' мъченици[източник? (Поискан днес)]
- 'Четиридесет адрианополски мъченички' жени-мъченици
- Чирпанските мъченици мъченици

## От А до Г
- Аврамий Български, свщмчк 1 април
- Аглика Търновска, мъченица
- Акакий Серски, препмчк 1 май (+ 1816 г., Пармак-капи в Цариград)
- Акелина Сенишка, мчца 26 септември*
- Александър, мъченик
- Алмуските мъченици, мъченици
- Амплий, свещеномъченик, апостол
- Анастасий Струмишки, преп., мчк 29 август (+ 1794 г., Солун)
- Ангел Български воин (Ангел Битолски) 1 февруари* (от с. Флорина, + 1750)
- Ангеларий, св. Седмочисленик 27 юли
- Андрей Юродиви, свети
- Антим Атонски, монах
- Арсений светогорски монах, XIX в.
- Аскул Солунски, епископ
- Атанас Лулулин, мчк, 8 септември* (+ Сел 1774 г.)
- Атанасий I, патриарх Александрийски
- Ахил(ий) (Ахила) Лариски, преп. 15 май
- Боню Македонски 19 август*
- Борис, мъченик /и Серафим/
- Борис, мъченик /и Глеб/
- Борис-Михаил княз Български 2 май (+ 907, Преслав)
- Боян-Енравота Български княз, мчк 28 март (+ около 833 г.)
- Валентин Доростолски, мъченик, 24 април 12/25 април
- Валерия, мъченица
- Варлаам Охридски, свещеномъченик
- Варлаам Светогорец, мъченик
- Васа Солунска, мца 21 август
- Ваца Крал 4 декември*
- Висарион Смоленски епископ, препмчк (+ 1662)
- Гаврил (Гавриил) Лесновски, преп. 15 януари (отшелник, 11 – 12 в.)
- Гана Кривенска (Провадийска), мъченица, обесена от турците в Шумен на † 19 май 1746 на Кошир (дн. пл. Освобождение)
- Георги Девелтски, свещеномъченик
- Гела мъченица. Тя била жена, чийто единствен син поробителите взели като кръвен данък и го сторили еничарин. Като станал на 20 години се върнал със заповед да потурчи своите съселяни. Майка му го срещнала и го познала по един белег, който е имал от раждането си. Тя заедно със свещеника го молели да не потурчва родното си място, но той бил непреклонен. Майката и свещеника го заклели те да са изкупителна жертва. Тогава той ги посякъл, но селото останало християнско и си преименувало името на Гела. В околните предвидени за ислямизиране села – Широка лъка, Солниците, Стикъл, Стойките, Върбово също оцеляло част от православното население.
- Георги Загорски, мчк 28 март
- Георги Софийски Най-нови (Новейши), мчк 26 май (+ 1530 или 1534 г.)
- Георги Софийски Нови (Кратовски) мчк 11 февруари; 26 май – пренасяне на мощите (+ 11 февруари 1515)
- Георги Софийски Стари, мчк, 26 март, 26 май (+ 1437 г., Одрин)
- Георги Старозагорски (Туловски), мъченик
- Георги Янински Нови, мчк (1838 г.)
- Глеб, мъченик /и Борис/
- Гликерия Тракийска, мъченица
- Горазд, св. Седмочисленик 27 юли
- Григорий Български епископ, преп. 8 януари
- Григорий, иеросхимонах
- Григорий Синаит, преподобен

## От Д до К
- Давид Солунски (Български), преп. 26 юни
- Давид Български цар 26 юни (10 в.)
- Дазий Доростолски – първият мъченик в българските земи 20 ноември (+ Доростол/Силистра, 20 ноември, вероятно 302 г.)
- Дамаскин Габровски, свещеномъченик 16 януари (+ 1771 г., Свищов)
- Дамян, митрополит Пловдивски, свещеномъченик
- Димитрий (Димитър), мчк 19 март* (+ 1554 г.)
- Димитър Басарбовски (Димитрий Нови), преп. 27 октомври (+ ок. 1685 г.)
- Димитрий Сливенски (Димитър), Нови мчк 30 януари (+ 1841 г., Сливен)
- Димитрий Тракийски, мъченик
- Димо Смирненски, мъченик
- Дионисий Атонски, преподобен
- Дионисий Станимашки, мъченик
- Патриарх Евтимий патриарх Български, препмчк 20 януари; 30 януари, 19 януари* (+ около 1401 г.)
- Евтимий, свещеномъченик 26 декември
- Евтимий Атонски от Шумен, мчк, † 22 март 1814 г., мощите му са положени в Света гора заедно с тези на св. Игнатий Старозагорски в храм посветен на двамата.
- Елий Юлий Публий, епископ Девелтски,
- Емилиян Доростолски, мъченик
- Еразъм Охридски свещеномъченик, 2 юни, 20 юни
- Ерм, апостол, епископ Филипополски
- Злата Мъгленска, великомчнца 18 октомври, 13 октомври, 19 октомври*) (+ 18? октомври 1795 г., с. Слатино)
- Зосима Созополски, св.мчк, 19 юни
- Зосим Солунски, мъченик, 17 април*
- Иван Рилски, преподобен чудотворец
- Игнатий Старозагорски, препмчк 8 октомври, 10 август (+ 1814 г., Цариград)
- Илия мъченик
- Иларион Мъгленски (Мегленски) епископ, преп., 21 октомври (+ 1164)
- Исихий Доростолски, мчк 9 март
- Йоаким Осоговски (Сарандопорски), преп. 16 август, 17 август (+ 1105)
- Йоаким Търновски патриарх, преп. 18 януари* (+ 1246 г.)
- Йоан Българин, мчк 5 март (1784 г., Цариград)
- Йоан Български, мчк, 14 май
- Йоан Достойнски, иеросхимонах
- Йоан калфа, мчк 25 февруари* (+ Цариград 1375 г.)
- Йоан Кукузел (Ангелогласния, Сладкопевец), преп. 1 октомври (живял ок. 1280 – 1360 г.; + в лаврата на св. Анастасий, Атон)
- Йоан от Коница, мчк (+ 1814 г.)
- Йоан Лозенски 17 март*
- Йоан Политовски епископ
- Йоан Търновски /Нови, Трапезицки/, мъченик
- Йоан Рилски чудотворец, преп. 19 октомври, 10 октомври*; Успение на Йоан Рилски: 18 август; Възвръщане на мощите на Йоан Рилски от Търново в Рилския манастир: 1 юли (1469 г.) (+ 946 г.)
- Йоан Търновски патриарх, преп. (13 в.)
- Йоан Търновски, мчк 16 юли (+ 1822 г., Търново)
- Йоан Шишман, мчк, благов. цар 11 септември
- Йоаким I Търновски
- Йоан Янински, мчк (1526 г.)
- Йоан-Владимир великомчк, княз, чудотворец, мироточец 22 май (+ 1016 г., Охрид)
- Йоан Девичи (Девички), преп., последовател на св. Иван Рилски
- Йоаникий Лозенски 4 ноември*
- Йосиф, архиепископ, първи патриарх Български (ок. 886 / след 896 г. – + началото на 10 в.)
- Калиник преподобномъченик
- Керана Селенишка, мчца 11 април* (+ 1751 г.)
- Киприян Московски митрополит, преп. 16 септември
- Киприан Слепченски преподобномъченик
- Кирана Солунска мъченица

## От Н до О
- Кириакия (Неделя) великомъченица
- Кирил Славянобългарски, Философ, преп., мчк, равноапостол и славянски просветител 11 май; Представление (успение) на св. Кирил: 14 февруари (+ 14 февруари 869, Рим)
- Климент преподобен
- Климент Охридски, преп. 25 ноември, 27 юли, 13 ноември* (+ 916, Охрид)
- Козма Зографски от Търново, преп. 22 септември (+ 1323 г.)
- Конон, мчк 5 март
- Константин Кавасила архиепископ Български (13 в.)
- Константин Софийски, мчк 21 май (+ 1737)
- Крал Стефан Милутин
- Кузман Шуменски мъченик, обезглавен от турците за вярата си в † 1787 г. при поредното масово потурчване на Шумен и околните села[1]. Приписка към богослужебна книга от 1787 г.: „Дойде Кара Асан с хилядо аскери, та право в Шуменграда,

изтурчи селата. Три села изтурчи, за умножение грех человечески. Лето
1787. Даскал Кузман рече на Кара Асан: „Княз ли си, или цар, или
воевода, то помисли от кого си приел тая власт!“ Та му отсекоа главата. В събота му отсекоа главата. Писа рука Сава, син Влъков.“ /„Писахме да се знае" Приписки и летописи, съст. Венцеслав Начев, Никола Ферманджиев. С 1984, стр. 114./
- Лазар Български, мчк 23 април (+ 1802 г., с. Соми, Мала Азия)
- Лука Одрински, препмчк 23 март (+ 23 май 1802, о. Митилин, на 16 г.)
- Лука Рилски (отроче) 20 октомври*
- Мануил Адрианополски свещеномъченик
- Марк Доростолски мъченик
- Манасий Габровски 8 юли*
- Марин, мчк 16 декември
- Марина Девица 13 февруари*
- Марко Български 28 септември*
- Марко Преславски архиеп., преп. 25 януари* (13 в.)
- Мелитина мъченица
- Мелитион Сердикийски епископ
- Методий Славянобългарски, епископ, мчк, равноапостол и славянобългарски просветител 11 май; Успение на св. Методий Славянобългарски: 6 април (+ 6 април 885 г., Велеград)
- Михаил Воин, праведни 22 ноември, 22 декември, 10 февруари* (+ 22 октомври? ок. 865 г. или XI век, гр. Потука)
- Михаил Киевски митрополит
- Милян Райковски мъченик
- Михаил Маврудинов, мчк 22 октомври*, (+ 1554 г.
- Мокий свещеномъченик
- Наум Преславски, преп., чудотв. 23 декември, 20 юни (+ 910 г., Охрид)
- Недялка от Тулча, мъченица
- Нектарий Битолски, преп., мчк 5 декември (+ 1500 г., Карея, Атон)
- Никита Ремесиански (Пиротско-Нишки) епископ, покръстител йи просветител тракийски, 22 юни
- Никита Серски, свещмчк 3 април, 4 април (+ 1808 г., Сяр)
- Никодим Елбасански, мироточец, препмчк 11 юли (+ 1722 г., Елбасан)
- Никодим митрополит Преславски, преп. 17 януари*
- Никодим Тисмански /Прилепски, Охридски/, преподобномъченик
- Никола от Мецово, Епир, мчк 3 ноември* (+ 1617 г.)
- Никола Солунски 29 декември
- Николай воин Български, преп. 24 декември
- Николай Охридски архиепископ (14 в.)
- Николай Охридски архиепископ (9 в.)
- Николай Софийски архиепископ 6 декември*
- Николай Софийски Нови, мчк 17 май (+ 1555 г., София)
- Олга, княгиня, равноапостолна (11 юли)
- Онуфрий Габровски, препмчк 4 януари (+ 1818 г. на о. Хиос)

## От П до Я
- Павнутий Прозорливца Калоферски 27 юли*
- Паисий Величковски преподобен
- Паисий Хилендарски, преп., 19 юни, 19 май, 18 юни (1722 – + 1773; канонизиран 1962 г.)
- Пасикрат Доростолски мъченик, 24 април – някъде 12/25 април
- Пахомий от Малорусийско, мчк (+ 1730 г.)
- Петка Търновска (Параскева-Петка Търновска/Парашкева Търновска – Калистратска/Петка Епиванска), преп., 14 октомври (Петковден) (+ 11 в., Епиват, на Мраморно море)
- Петко Калоферски / Беглички мъченик
- Петър Български, свщмчк 22 януари
- Петър Мъгленски презвитер 28 март
- Петър цар, св. благоверни 30 януари (+ 969 г.)
- Пимен Зографски (Софийски), преп. 3 ноември, 1 март* (+ 1620 или 1610 г. в Черепишкия манастир)
- Прокопий Варненски, препмчк 25 юни (+ 1810 г. или 1870 в Смирна)
- Прохор Пчински (Пшински), преп. 15 януари (+ 1067 г., край река Пчиня, близо до Враня)
- Рада Пловдивска мъченица
- Райко-Йоан Български (от Шумен) мчк † 14.05.1802 г.
- Роман Търновски (Килифарски)*, преп. 17 февруари (+ след 1364 г.)
- Ромил Видински, /Бдински/ преп. 16 януари (+ 1375 г., Раваница, Сърбия)
- Сава I Сръбски архиепископ
- Сава Седмочисленик 27 юли
- Севастиан Рилец преподобен
- Севастиана мъченица
- Северус епископ
- Седмочисленици, светци: Кирил, Методий, Климент Охридски, Наум Охридски, Горазд, Сава и Ангеларий 27 юли
- Серафим от Лариса, мчк (потурчен 18 юли*)
- Сергий Къпински (Капиновски*), преп. 30 януари
- Симеон Петровски / Каменски преподобен
- Симеон Самоковски, мчк, 21 август (+ 1737 г.)
- Синклитикия преподобна
- Сионий Български, мчк 22 януари
- Сотас Анхиалски епископ
- Софроний Врачански епископ, преп. 11 март (18 – 19 в.)
- Софроний Сеславски иеромонах
- Софроний Софийски (Български), преп., мчк 28 май (+ около 1515 г., Русенско)
- Спас Радовецкий 10 август*
- Спиридон Нови (Преславски?), убит при цар Асен II
- Стефан Струмишки 6 октомври*
- Теодор Български Камски, Философ, мъченик
- Теодосий Търновски преп. 27 ноември (11 януари*) (+1363 г. или между 1359 – 1364 г., Цариград)
- Теотим Скитски епископ
- Теофан Македонски, Нови чудотворец преп. 19 август
- Теофил Мироточиви, преп. 8 юли (+ 1548 г., Карея, Атон)
- Теофил Тивериополски преподобен
- Теофилакт Търновски архиепископ, преп. 27 януари*(+ 1107 г.).
- Теофилакт Охридски архиепископ, преп., блаж.
- Терапонтий Софийски, Терапонт Сердикийски, мчк 27 май
- Тижа-Мария мъченица
- Трендафил Загорски, мчк 8 август, 5 октомври* (+ на около 18 години 1680 г. или 1570, 1686 в Цариград)
- Тривелий Теоктист Цар Български (хан Тервел) на 4 януари и 3 септември.*
- Филий Томски свещеномъченик
- Филип св. свещеномъченик
- Филотей Скитски 1 април*
- Филотея Търновска, преп. 7 декември (+ преди 13 в., Поливот)
- Фотий патриарх Цариградски покръстител
- Харалампий Атонски схимонах
- Христо, Албански, мчк 28 ноември (+ 1748 г., Цариград)
- Христо Смилянски, Смолянски, Родопски, мъченик
- Царедворци, свети трима
- Юлиания мъченица
- Юлий Доростолски мъченик
- Юстин Управда император Юстиниан I, 14 ноември; 2 август
- Яков Костурски, препмчк 1 ноември (+ 1520, Одрин)

В Северна Македония се почитат 44 македонски светци на празника „Събор на Македонските Светители“ – първата неделя на октомври. Почти всички от тях Българската църква почита като български светци.

## Списък на изявени и изтъкнати български монаси и монахини
- Йеросхимонах Пахомий (1922 – 2008), библиотекар на Зографски манастир „Св.вмч. Георги Зограф“, Света гора, Атон: „Грижете се ревниво за духовността българска!“

## Рилски подвижници
- Рилски подвижник Варлаам
- Рилски подвижник Дометиан
- Рилски подвижник Теофан
- Рилски подвижник Серафим
- Рилски подвижник Симеон
- Рилски подвижник Пафнутий
- Рилски подвижник Исая
- Рилски подвижник Игнатий
- Преподобномъченик Максим Рилец
- Рилски подвижник Севастиан
- Преподобномъченик Партений Рилец
- Преподобномъченик Поликарп Рилец
- Преподобномъченик Партений от Рила

## Светии и мъченици от времето на Първото и Второто българско царство
- Св. свмч. Евтимий Сардийски
- Преп. Екарест
- Рилски подвижник Григорий
- Най-малкият Рилски отшелник Лука
- Преп. Петър (пленник на хан Крум)
- Блажени Теофилакт, архиепископ Български
- Иоан екзарх български
- Св. Варвар Пелагонийски
- Подвижници и мъченици от Ахридос
- Препмчците от Ахридос
- Патриарх Иоаким III
- Св. свмч. Макарий
- Патриарх Игнатий Търновски
- Митрополит Теодосий Трапезунтски
- Св. Григорий Палама
- Преп. Михаил изповедник

## Светии и мъченици по време на османската власт
- Мч. Константин от София
- Препмч. Евтимий Драгалевски
- Препмч. Натанаил Сеславски
- Свещмчци. Георги и Димитър
- Мъчениците от „Света Петка Самарджийска“
- Мъчениците от „Света Петка Стара“
- Свещмч. Горазд Илиенски
- Свещмч. Евтимий Дикотински
- Свещмч. Натанаил Кладнишки
- Свещмч. Илия Самоковски
- Свещмч. Георги от Панагюрище
- Свещмч. Тодор от Панагюрище
- Свещмч. Нестор от Панагюрище
- Мч. Цвятко от Панагюрище
- Мъчениците от Горния Калоферски метох
- Вмчцата от Горния Калоферски метох
- Свещмч. Димитър от Калофер
- Мъчениците от „Света Троица“
- Препмч. Пантелеймон от Калофер
- Св. Баташки мъченици – Мъчениците от Батак
- Мъчениците от църквата в Батак
- Свещмч. Нейчо от Батак
- Препмчците от Кръстов
- Йеромонах Зотик Преображенски
- Блаженият йеросхимонах Харитон
- Мчца Недялка от Тулча
- Св. Новоселски мъченици
- Мчца Варвара Елешнишка
- Мчца Чона от Омарбас
- Свещмч. от Загражден
- Йеромонах Григорий от Кръстогорието
- Жени-мъченици от Исьорен
- Русиновските мъченици
- Безкръвната мъченица от Загражден
- Мчците от Турчи мост
- Мчца Марина от Неделино
- Мчците от Костандово
- Мчца Мария от Костандово
- Мъчениците от Беловския манастир
- Мъчениците от Устово
- Мъчениците от Вълкосел
- Мчци от Забрал
- Свещмчците от Гела
- Мчците от Шкоруда
- Мчцата от Плетена
- Мчците от Чепино
- Мчците от Киево
- Мчците от Кутлово
- Мч. Янаки Марин
- Св.мч. Стоица Хрельовски
- Севлиевските мъченици
- Мъченичеството на х. Кесарий
- Еменските мъченици
- Мч. йеродякон Партений
- Свещмч. Йоаникий Търновски
- Св.прмч. Евтимий
- Препмч. Никодим Светогорец
- Препмчци Светогорски
- Препмч. Кирил Атонски
- Препмч. Агапий Атонски
- Препмч. Йоасаф Атонски
- Йеромонах Генадий Преображенски
- Мъчениците от Ивайловградско
- Св. прпмчк Лука Одрински

## Скално отшелничество и исихазъм
- Св. отец Антоний от Крепча
- Скалните отшелници от Троицки боаз
- Скалните отшелници при Средня
- Скалните отшелници от Осмарски боаз
- Скалните отшелници от Косовски манастир
- Скалните отшелници при Косово
- Скалните отшелници от Малко Елеме
- Скалните отшелници при Невша
- Скалните отшелници от Неновския боаз
- Скалните отшелници при Кривня
- Скалните отшелници от Манастира „Свети Георги“
- Скалните отшелници при Петров дол
- Скалните отшелници от Саръкая
- Скалните отшелници при Дряновец
- Скалните отшелници от Манастира „Свети Димитър“
- Скалният отшелник при Сеново
- Скалните отшелници при Ветово
- Скалните отшелници при Хлебарово
- Скалните отшелници при Писанец
- Скалните отшелници при Нисово
- Скалните отшелници от Червенския манастир
- Скалните отшелници от Рай – манастир
- Скалният затворник при Табачка
- Скалните отшелници при Табачка
- Скалните отшелници от Пенчов път
- Скалните отшелници при Кошов
- Скалните отшелници при Иваново
- Скалните отшелници при Писмата
- Скалните отшелници при Божичен
- Скалните отшелници при Красен
- Скалните отшелници при Басарбово
- Скалните отшелници при „Света Петка“
- Скалните отшелници при Никопол
- Отшелниците от остров „Света Анастасия“
- Островните отшелници и мъченици от Свети Иоан
- Отшелническото село при Скопо
- Скалните отшелници при Рояк
- Скалните отшелници от Алботин
- Островните отшелници и мъченици от Свети Тома
- Островните отшелници от Светите Кирик и Юлита
- Островният отшелник от Свети Петър
- Пещерни отшелници в Родопите
- Скалните отшелници при Мадара
- Скалният отшелник от Ветата пещера
- Отшелниците от Лесновската планина
- Скалните отшелници от Преспа
- Скалните отшелници от Макария
- Скалните отшелници от Калища
- Исихастът Амирали
- Скалният отшелник при Еменския каньон
- Скалните отшелници от Скала
- Скалните отшелници от двете киновии
- Скалните отшелници от Върбино
- Скалните отшелници от Руйно
- Скалните отшелници от Бербер канара
- Скалните отшелници от Геледжик
- Скалните отшелници от Кораджа
- Скалните отшелници от Суха чешма
- Скалните отшелници от Алфатар
- Скалният отшелник от Алфатар
- Скалните стълпници от Канагьол
- Скалният отшелник от Събюва канара
- Алфатарският скален анахорет
- Скалните отшелници от Гяур Евлери
- Скалните отшелници от Тарапаната
- Скалните отшелници от Асар Евлери
- Скалните отшелници от Аладжа манастир
- Скалните отшелници от Шаян кая
- Скалните отшелници от Брестница
- Скалните отшелници от Голеш
- Скалният отшелник от Поп Русаново
- Скалните отшелници от Сандъклин маара
- Скалните отшелници от Хитово
- Скалните отшелници от „Света Марина“
- Скалните отшелници от „Свети Никола“
- Исихастите от Епикерниевия манастир
- Исихастите от Сотирския манастир
- Пещерният исихаст от Сотиря
- Пещерните исихасти от Юскуп
- Преподобномъчениците от Сливенската Света гора
- Пещерните исихасти от Дупница
- Исихастите от Седларевския манастир
- Исихастите от Граматиково
- Пещерният исихаст от Граматиково
- Исихастите от Воден
- Исихастите от Голямо Буково
- Исихастите от Устрем
- Исихастите от Нейково
- Исихастите от Твърдица
- Исихастите от Селището
- Исихастите от Ичера
- Пещерните исихасти от Манастир дере
- Скалните мъченици от Шипа Лом
- Скалните отшелници от Мара Гидик
- Отшелниците от Бели брегове
- Пустинникът Филип
- Монах Атанасий Йерусалимски
- Преп. Власий Мних
- Свети Иоан Нови Тракийски
- Монах Инок и ученикът му
- Исихастите от Жеравна
- Исихастите от Градец
- Исихастите от Тича
- Исихастите от Сливово
- Исихастите от Лалково
- Исихастите от Котел
- Исихастите от Велика
- Исихастите от Мелница
- Скалните отшелници от Шишмановия манастир

## Подвижници отПреображенски манастир
- Схимонах Исая Преображенски
- Игумен Никифор Преображенски
- Архимандрит Спиридон Преображенски
- Монах Никифор Преображенски
- Монах Климент Преображенски
- Монах Теофилакт Преображенски
- Монах Макарий Преображенски
- Монах Доротей Преображенски
- Йероманах Ириней Преображенски
- Скалният отшелник Хрисант
- Мъченичество на йеромонах Исая
- Схимонах Серафим

## Подвижници отТроянски манастир
- Преподобномъченик Калистрий Троянски
- Преподобномъчениците от Троянския манастир
- Преподобни Паисий Троянски
- Преподобни Партений Троянски
- Схимонах Манасий Троянски
- Йеросхимонах Рувим Троянски

## Подвижници от различни скитове
- Подвижници от скита „Свети Никола“
- Подвижници от скита „Свети Йоан Предтеча“
- Скитски отшелник Иларион
- Скитски подвижник Доротей
- Калоферски исихаст Теофан
- Апологетът на исихазма йеросхимонах Спиридон
- Украински исихасти на Чукарка
- Паисианецът иеромонах Кириак
- Паисианецът иеромонах Висарион
- Скитски монах Серафим
- Исихастите от Чукарка
- Скитски отшелник отшелник архимандрит Йосиф
- Чудотворна икона „Троеручица“
- Троянско – светогорски духовник Никифор
- Троянско – светогорски иеромонах Йеротей
- Троянско – светогорски духовник Платон
- Скитският подвижник Спиридон

## Подвижници отБачковски манастир
- Подвижник от постницата от връх Вигла
- Свети патриарх Евтимий в близката и далечна пустиня
- Йеромонах Антоний Бачковски
- Монах Андрей (Андроник) Бачковски
- Скалните отшелници от Бачково
- Скалните отшелници от Малката пещера
- Отшелници от скита при Света Клувия
- Скитски отшелник Герасим
- Отшелникът от голямата пещера
- Скитски отшелник Гавриил
- Отшелникът от постницата над манастирския скит
- Отшелникът от пещерата над Клувията